# Helium (песня Сии)
«Helium» — песня австралийской певицы Сии из саундтрека к фильму «На пятьдесят оттенков темнее». Авторами песни выступили Сиа и Крис Брейд, который вместе с Оливером Краусом выступил продюсером. Ремикс от Давида Гетта и Afrojack вышел 25 января 2018 года, как отдельный сингл.

## Список композиций
Digital download – album track
1. "Helium" – 4:12

Digital download – remix
1. "Helium" (Sia vs. David Guetta and Afrojack) – 3:57

## Участники записи
Согласно Tidal.
- Крис Брейд — композитор, продюсер
- Брэд Хенель — микшер
- Оливер Краус — продюсер
- Сиа — композитор

## Чарты
| Чарт (2017)                                | Высшая позиция |
| ------------------------------------------ | -------------- |
| Австрия (Ö3 Austria Top 40)                | 21             |
| Бельгия/Фландрия (Ultratop 50)             | 29             |
| Бельгия/Валлония (Ultratip Bubbling Under) | 16             |
| Франция (SNEP)                             | 10             |
| Германия (GfK)                             | 30             |
| Норвегия (VG-lista)                        | 15             |
| Испания (PROMUSICAE)                       | 22             |
| Швейцария (Schweizer Hitparade)            | 19             |
| США (Billboard Hot 100)                    | 71             |

| Чарт (2018)                     | Высшая позиция |
| ------------------------------- | -------------- |
| Australia (ARIA)                | 88             |
| Австрия (Ö3 Austria Top 40)     | 64             |
| New Zealand Heatseekers (RMNZ)  | 6              |
| Швеция (Sverigetopplistan)      | 61             |
| Швейцария (Schweizer Hitparade) | 43             |

## Сертификации
| Регион                                                                      | Сертификация | Продажи |
| --------------------------------------------------------------------------- | ------------ | ------- |
| Дания (IFPI Danmark)                                                        | Золотой      | 45 000  |
| Италия (FIMI)                                                               | Золотой      | 25 000  |
| Польша (ZPAV)                                                               | Золотой      | 25 000  |
| Португалия (AFP)                                                            | Золотой      | 5000    |
| Великобритания (BPI)                                                        | Серебряный   | 200 000 |
| Данные о продажах + прослушиваниях приведены только на основе сертификации. |              |         |